# 室屋義秀
室屋 義秀（むろや よしひで、1973年1月27日 - ）は、日本のパイロット。福島県福島市在住。2002年に活動を開始した競技志向型（エアロバティックス）エアショーチームのメインパイロット。2009年からレッドブル・エアレース・ワールドチャンピオンシップにアジア人として初めて参加し、2017年に年間総合優勝に輝いた。

## 人物・経歴
幼少時代、『機動戦士ガンダム』の主人公アムロ・レイに憧れ、パイロットを目指す。中央大学杉並高等学校卒業。中央大学文学部入学後、航空部に所属し、グライダーで飛行訓練を開始。
1993年、20歳で渡米し飛行機のライセンスを取得。1995年に兵庫県但馬空港で行われたブライトリング・ワールドカップで帝王ユルギス・カイリスやパトリック・パリスなどの世界最高峰の飛行技術を目の当たりにし、本格的なエアロバティックスの訓練を開始する。
1997年、再び渡米し、ランディ・ガニエのもと訓練を積む。その後、自身初の競技会にも臨み、アドバンスクラス世界選手権では日本代表にも選ばれる。翌1998年、日本でエアショー活動開始。
2002年には現在活動中のエアショーチーム「Team deepblues（後のTeam Yoshi MUROYA）」を立ち上げる。また、多額の借金をし、約3,000万円の中古競技機（スホーイ 26M）を購入した。しかし、燃料費やメンテナンス費用などにコストがかかるため、スポンサーを探していたところ、たまたまテレビ番組「マネーの虎」のエアロバティック・パイロットになりたいという女子大生の企画を見たことで、その出演者である堀之内九一郎にコンタクトを取ったところ、「夢があるなら頑張れ」と堀之内にスポンサーを快諾された。
2003年にはアンリミテッドクラス世界選手権にも出場。同年、NPO法人ふくしま飛行協会を設立。理事の一人として、国内のホームベースでもあるふくしまスカイパークで、青少年の健全育成のための教育活動や航空文化の啓蒙活動にあたる。この年、後にレッドブル・エアレースでもチームコーディネーターとして共に闘うことになる盟友ロバート・フライとフォーメーションでエアショーを開始。
2004年、エアロバティックスの道に入るきっかけともなったユルギス・カイリス、ロバート・フライと共に3機でフォーメーションエアショーを行う「Air Bandits」を結成。2007年、レッドブル・ジャパンとスポンサー契約締結。エアショー活動にドイツ製のEXTRA300Sが加わる。
2008年、スペイン・バルセロナで行われたレッドブル・クオリフィケーションキャンプに参加し訓練に合格。レッドブル・エアレース・ワールドシリーズの参戦に必要なスーパーライセンスを取得し、翌2009年、レッドブル・エアレース・ワールドチャンピオンシップ2009に正式参戦。最終戦スペイン・バルセロナ大会では、自身最高となる6位入賞を果たす。2010年、前年に引き続きレッドブル・エアレース・ワールドチャンピオンシップ2010に参戦。また、国内で初めて開催された「第1回全日本曲技飛行競技会」では事務局を務める。
既婚者で、3人の娘を持つ。
2015年、日本（千葉市美浜区幕張海浜公園）で初めてレッドブル・エアレースが開催され、このレースからジブコ エッジ540V3を投入。結果、決勝のラウンド8で最大負荷が10Gを超えたためDNF（Did Not Finish）で最終結果は8位となった。この大会から住友ゴム工業とスポンサー契約を結び、チーム名を『Team FALKEN』とした。この後、第5戦と第7戦で自身初の1シーズン2度の表彰台に達し、最終戦では予選1位通過を果たし、総合6位でシーズンを終えた。
2016年5月、千葉市美浜区幕張海浜公園で開催されたレッドブル・エアレース第3戦で日本人として初優勝を果たした。6月にはレクサスとスポンサー契約を結んだ。またSARDも室屋とパートナーに契約を決定し、室屋の故郷である福島に研究施設を建設した。SARDは室屋のレースのエンジニアリングを担当し、室屋もSARDの航空機研究にアドバイザーとして関わることになった。
2017年からは登録名をニックネームの『YOSHI MUROYA』に変更。初戦はオーバーGで敗退したが、サンディエゴで開催されたシーズン第2戦から機体塗装を『ファルケンカラー』に変更し2勝目を挙げた。続く第3戦・千葉大会でもペナルティー無しで優勝し、ホームでの2連覇及び2連勝を果たした。最終的には、年間4勝でポイントランキングで1位となり、初の年間総合優勝を果たした。故郷福島県では県民栄誉賞が送られるとともに、優勝パレードが行われた。
2021年5月2日、2022年から開幕するワールドチャンピオンシップエアレース（WACR:World Championship Air Race）に参戦することが発表された。2021年10月21日に、レクサスとこれまでのスポンサーの関係からチームパートナーシップ締結になり、室屋が代表を務めるパスファインダーと共に「LEXUS / PATHFINDER AIR RACING」を立ち上げた。

## 戦績

### レッドブル・エアレース
| 金色 | 銀色 | 銅色 | ポイント圏内完走                                                  | ポイント圏外完走                                                    |
| 1位  | 2位  | 3位  | 4-08位（ - 2015年） 4-10位（2016年 - 2018年） 4-13位（2019年 - ） | 09位以下（ - 2015年） 11位以下（2016年 - 2018年） 14位（2019年 - ） |

| 室屋義秀 レッドブル・エアレース・ワールドシリーズ戦績 | 室屋義秀 レッドブル・エアレース・ワールドシリーズ戦績 | 室屋義秀 レッドブル・エアレース・ワールドシリーズ戦績 | 室屋義秀 レッドブル・エアレース・ワールドシリーズ戦績 | 室屋義秀 レッドブル・エアレース・ワールドシリーズ戦績 | 室屋義秀 レッドブル・エアレース・ワールドシリーズ戦績 | 室屋義秀 レッドブル・エアレース・ワールドシリーズ戦績 | 室屋義秀 レッドブル・エアレース・ワールドシリーズ戦績 | 室屋義秀 レッドブル・エアレース・ワールドシリーズ戦績 | 室屋義秀 レッドブル・エアレース・ワールドシリーズ戦績 | 室屋義秀 レッドブル・エアレース・ワールドシリーズ戦績 | 室屋義秀 レッドブル・エアレース・ワールドシリーズ戦績 |
| 開催年                                                | 1                                                     | 2                                                     | 3                                                     | 4                                                     | 5                                                     | 6                                                     | 7                                                     | 8                                                     | ポイント                                              | 勝利数                                                | 最終順位                                              |
| ----------------------------------------------------- | ----------------------------------------------------- | ----------------------------------------------------- | ----------------------------------------------------- | ----------------------------------------------------- | ----------------------------------------------------- | ----------------------------------------------------- | ----------------------------------------------------- | ----------------------------------------------------- | ----------------------------------------------------- | ----------------------------------------------------- | ----------------------------------------------------- |
| 2009年                                                | 13位0                                                 | 11位1                                                 | DNP0                                                  | 12位0                                                 | 10位2                                                 | 6位6                                                  |                                                       |                                                       | 9                                                     | 0                                                     | 14位                                                  |
| 2010年                                                | 10位2                                                 | 9位3                                                  | 12位0                                                 | DNP0                                                  | DNP0                                                  | 12位0                                                 | 中止                                                  | 中止                                                  | 5                                                     | 0                                                     | 12位                                                  |
| 2011年から2013年はレース休止                          |                                                       |                                                       |                                                       |                                                       |                                                       |                                                       |                                                       |                                                       |                                                       |                                                       |                                                       |
| 2014年                                                | 9位0                                                  | 3位7                                                  | 10位0                                                 | 12位0                                                 | 6位3                                                  | 9位0                                                  | 9位0                                                  | 9位0                                                  | 10                                                    | 0                                                     | 9位                                                   |
| 2015年                                                | 6位3                                                  | 8位 (DNF)1                                            | 10位0                                                 | 9位0                                                  | 3位7                                                  | 10位0                                                 | 3位7                                                  | 4位5                                                  | 23                                                    | 0                                                     | 6位                                                   |
| 2016年                                                | 7位3                                                  | 14位0                                                 | 1位15                                                 | 5位4.50                                               | 8位3                                                  | 14位0                                                 | 5位6                                                  | 中止                                                  | 31.50                                                 | 1                                                     | 6位                                                   |
| 2017年                                                | 13位0                                                 | 1位15                                                 | 1位15                                                 | 3位9                                                  | 13位0                                                 | 6位5                                                  | 1位15                                                 | 1位15                                                 | 74                                                    | 4                                                     | 1位                                                   |
| 2018年                                                | 2位12                                                 | 4位7                                                  | 14位 (DNF)0                                           | 11位 (DNF)0                                           | 8位3                                                  | 2位12                                                 | 12位0                                                 | 5位6                                                  | 40                                                    | 0                                                     | 5位                                                   |
| 2019年                                                | 1位25+3                                               | 1位25                                                 | 12位2                                                 | 1位25                                                 |                                                       |                                                       |                                                       |                                                       | 80                                                    | 3                                                     | 2位                                                   |

備考: * CAN: 中止 * DNP: 不参加 * DNF: 途中棄権 * DSQ: 失格

### 曲技飛行大会
| 開催期間                  | 競技名                                                                    | 開催場所                                                   | クラス         | 順位 | 使用機     | 機体記号 | 備考   |
| ------------------------- | ------------------------------------------------------------------------- | ---------------------------------------------------------- | -------------- | ---- | ---------- | -------- | ------ |
| 1997年 7月1日 - 11日      | 第2回 FAI曲技飛行アドバンスト世界選手権                                   | アメリカ合衆国 ローレンス                                  | Advanced       | 52位 | Pitts S-2B |          | [ 62 ] |
| 2003年 6月25日 - 7月4日   | 第22回 FAI曲技飛行世界選手権                                              | アメリカ合衆国 レイクランド                                | Unlimited      | 45位 | Su-26M2    | N24SU    | [ 63 ] |
| 2007年 6月26日 - 7月4日   | 第24回 FAI曲技飛行世界選手権                                              | スペイン グラナダ                                          | Unlimited      | 39位 | Su-26MX    | RA-3296K | [ 64 ] |
| 2007年 11月2日 - 4日      | FAIワールドグランプリ オートボルテージュ アエロバティックス日本グランプリ | 日本 栃木県茂木町（ツインリンクもてぎ）                    |                | 5位  | EA-300S    | JA11DB   | [ 65 ] |
| 2008年 10月31日 - 11月2日 | FAIワールドグランプリ オートボルテージュ アエロバティックス日本グランプリ | 日本 栃木県茂木町（ツインリンクもてぎ）                    |                | 6位  | EA-300S    | JA11DB   | [ 66 ] |
| 2008年 7月5日 - 13日      | 第16回 FAI曲技飛行ヨーロッパ選手権                                        | チェコ フラデツ・クラーロヴェー                            | Unlimited      | H/C  | EA-300S    | N8JX     | [ 67 ] |
| 2011年 8月31日 - 9月11日  | 第26回 FAI曲技飛行世界選手権                                              | イタリア フォリーニョ                                      | Unlimited      | 45位 | Sbach 342  | D-ERXA   | [ 68 ] |
| 2012年 7月26日 - 8月4日   | 第10回 FAI曲技飛行アドバンスト世界選手権                                  | ハンガリー ニーレジハーザ                                  | Advanced       | 13位 | エッジ540  | N19ZE    | [ 69 ] |
| 2012年 9月1日 - 9日       | 第18回 FAI曲技飛行ヨーロッパ選手権                                        | スロバキア ドゥブニカ・ナド・ヴァフォーム                  | Unlimited      | H/C  | エッジ540  | N19ZE    | [ 70 ] |
| 2013年 10月9日 - 20日     | 第27回 FAI曲技飛行世界選手権                                              | アメリカ合衆国 テキサス州グレイソン （北テキサス地域空港） | Unlimited      | 31位 | エッジ540  | N19ZE    | [ 71 ] |
| 2013年 10月9日 - 20日     | 第27回 FAI曲技飛行世界選手権                                              | アメリカ合衆国 テキサス州グレイソン （北テキサス地域空港） | フリースタイル | 6位  | エッジ540  | N19ZE    | [ 72 ] |

## ギャラリー

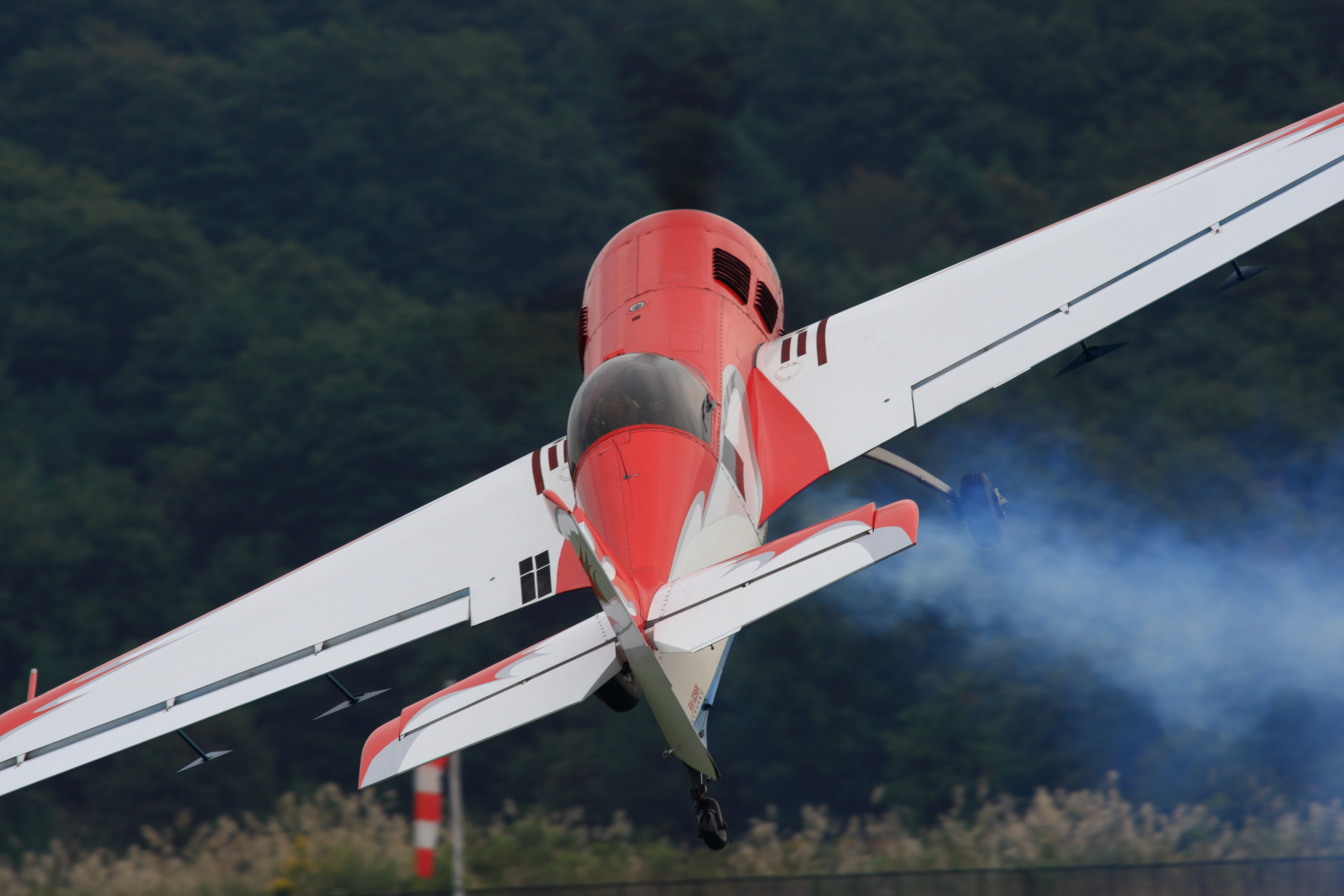
Su-26Mでのアクロバット飛行
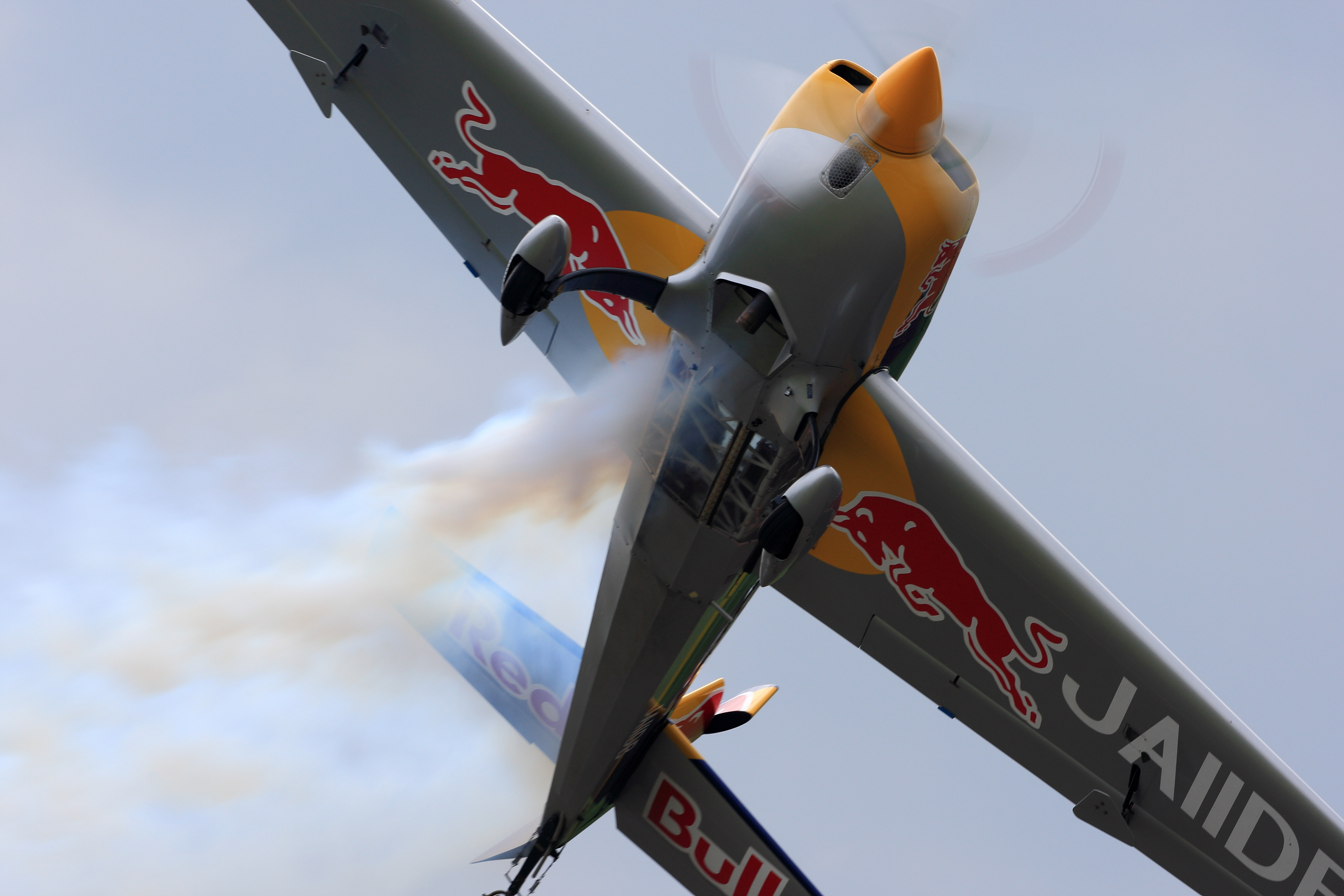
レッドブルカラーのエクストラ 300S
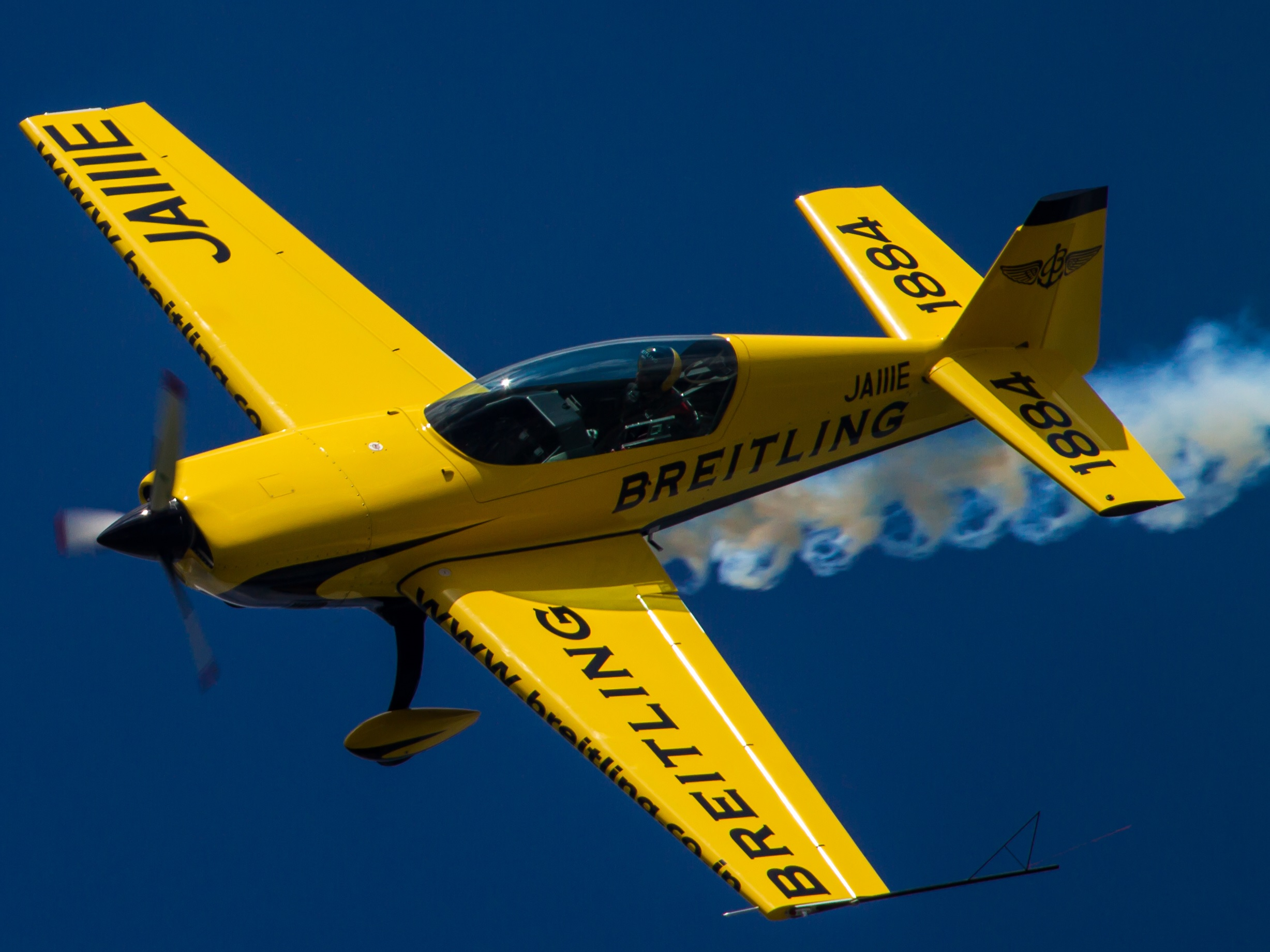
ブライトリングカラーのエクストラ 300L
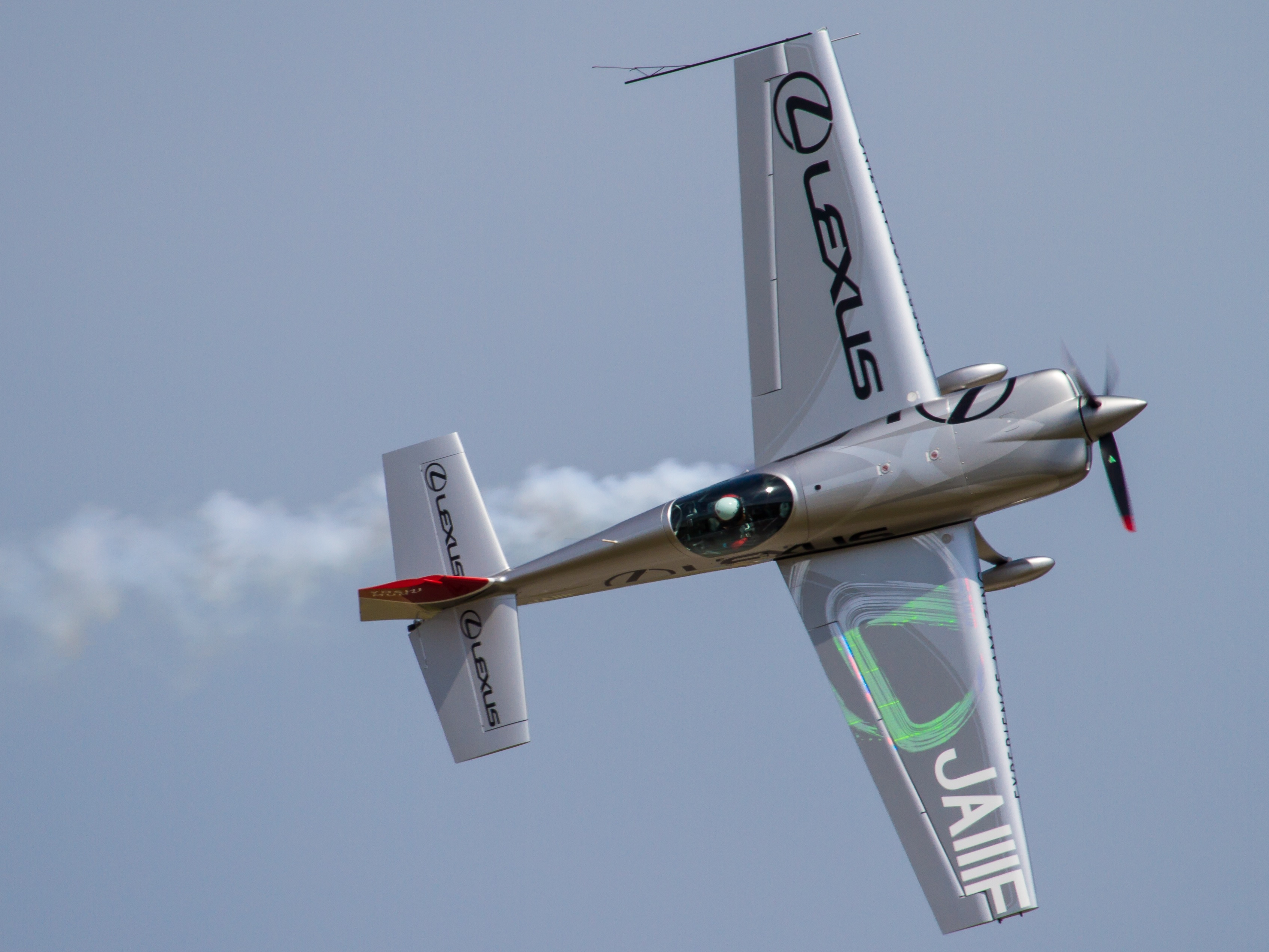
レクサスカラーのエクストラ 300L
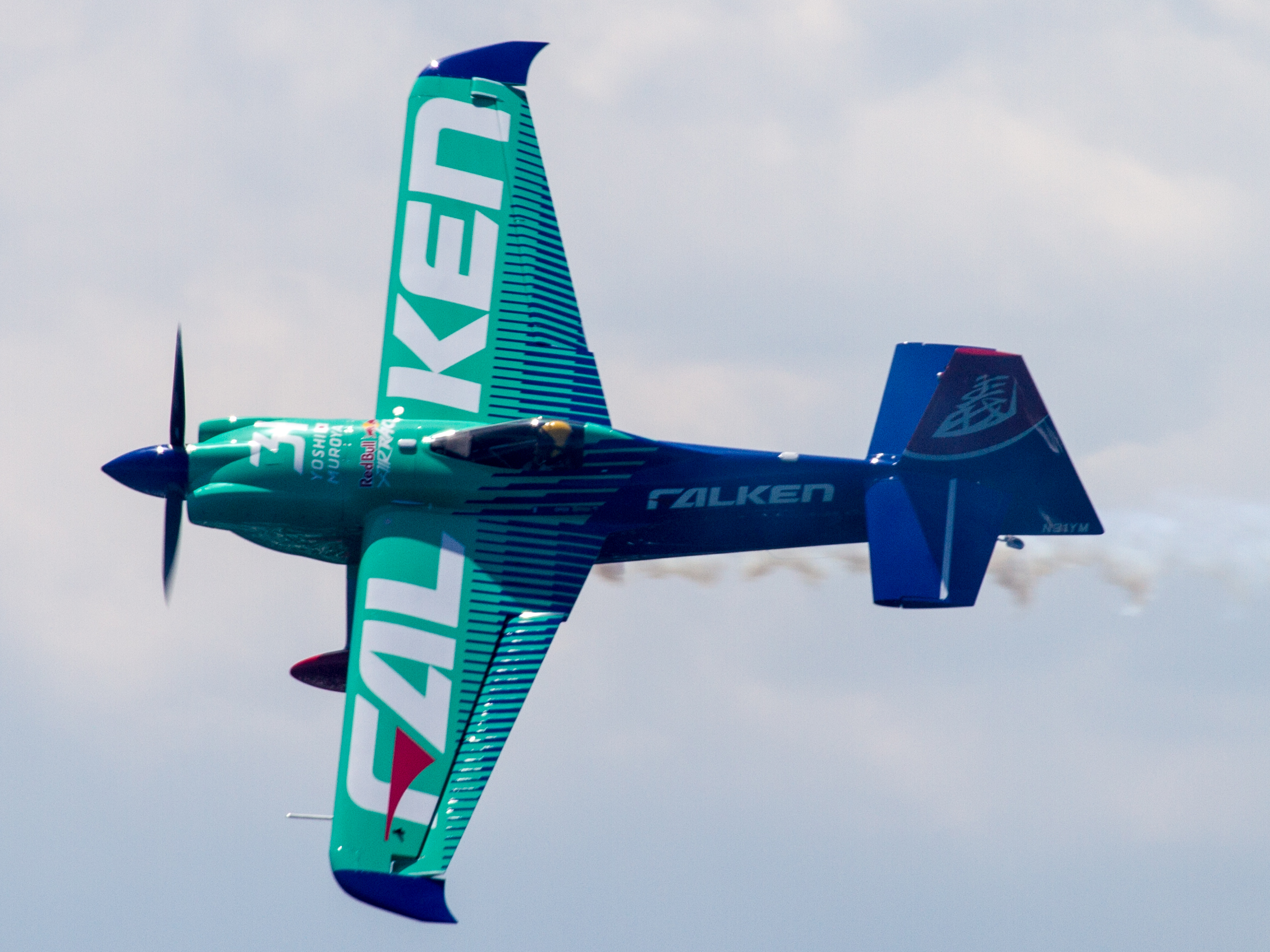
ファルケンカラーのエッジ540 V3

## 著書
- 『翼のある人生』2016年6月 ミライカナイ出版 ISBN 978-4907333096